# K&H Bank
A K&H Bank Magyarország második legnagyobb kereskedelmi bankja, amely 1987. január 1-jén jött létre Kereskedelmi és Hitelbank néven. Jelenleg 198 fiókkal rendelkezik. 100%-ban a belga KBC Bank tulajdonában van.

## Története
A Bank 1987. január 1-jén jött létre, alapítója a magyar állam és az örökölt ügyfélköréhez tartozó cégek (főként mezőgazdasági, élelmiszeripari, kereskedelmi és idegenforgalmi vállalatok) voltak. 1996-ban magába olvasztotta a korábbi leánybankját, az IBUSZ Bankot.
1997-ben privatizálták, ennek során a belga Kredietbank és az ír Irish Life biztosítótársaság vásárolta meg a bank részvényeinek 9,6%-át, majd ezt követően tőkeemelést hajtottak végre 60 millió amerikai dollár értékben. Ezután az Európai Újjáépítési és Fejlesztési Bank (EBRD) szerzett 18,2%-os tulajdoni hányadot.
A belga tulajdonos KBC Bank 2001-ben egyesítette a Bankot a holland ABN AMRO bank magyarországi érdekeltségével, így 2001. július 1-jén létrejött az egyesült K&H Bank. Az egyesülés eredményeként egy 1145 milliárd forintos mérlegfőösszeggel rendelkező új nagybank jött létre Magyarországon.
Mára a K&H Bank kizárólagos, 100%-os tulajdonosa a KBC Csoport.
2021 végén a K&H karbonsemleges működés eléréséről számolt be, 2030-ig a szén-dioxid kibocsátását 80 százalékára tervezi csökkentik a 2015. évihez képest.

## A K&H Csoport
- K&H Bank – univerzális bank
- K&H Biztosító
- K&H Alapkezelő (befektetési alapok létrehozása és kezelése)
- K&H Bank Lízing
- K&H Faktor (faktoring, követelések vásárlása)

## Gazdálkodási adatok
A 2016. év végi adatok alapján a bank saját tőkéje 260 milliárd forint, mérlegfőösszege 2 826 milliárd, adózás utáni eredmény pedig 39,2 milliárd forint volt.